# Isola Half Moon
L'isola Half Moon (in inglese Half Moon Island, in spagnolo isla Media Luna) è un'isola antartica localizzata ad una latitudine di 62° 35' sud e ad una longitudine di 59° 54' ovest.
Nell'isola è presente una numerosa colonia di pinguini antartici, ed è luogo di nidificazione per le sterne artiche ed i gabbiani del kelp. Anche grazie al facile avvistamento di balene al largo dell'isola, l'area è una meta turistica relativamente frequentata.
Sull'isola è presente la base estiva argentina Cámara.

### Cartografia
- L.L. Ivanov. Antarctica: Livingston Island and Greenwich, Robert, Snow and Smith Islands. Scale 1:120000 topographic map.  Troyan: Manfred Wörner Foundation, 2009.  ISBN 978-954-92032-6-4